# Liste der Nummer-eins-Hits in der Schweiz (2000)
Dies ist eine Liste der Nummer-eins-Hits in der Schweiz im Jahr 2000. Sie basiert auf den Top 100 Singles und Top 100 Alben der offiziellen Schweizer Hitparade. Es gab in diesem Jahr 14 Nummer-eins-Singles und zwölf Nummer-eins-Alben.

## Singles
| ← 1999 ← | Liste der Nummer-eins-Hits in der Schweiz | Liste der Nummer-eins-Hits in der Schweiz | Liste der Nummer-eins-Hits in der Schweiz                                                                                       | 2001 →                    |
| \| Zeitraum \| Wo. ges. \| Interpret \| Titel Autor(en) \| Zusätzliche Informationen \| \| (Zeitraum, Wochen auf Platz eins, Interpret, Titel, Autor[en], zusätzliche Informationen) \| \| \| \| \| \| ----------------------------------------------------------------------------------------- \| -------- \| ---------------------------------- \| ------------------------------------------------------------------------------------------------------------------------------- \| ------------------------- \| \| 12. Dezember 1999 – 12. Februar 2000 9 Wochen \| 9 \| R. Kelly \| If I Could Turn Back the Hands of Time Jack Daniels, Bonnie F. Thompson \| – \| \| 13. Februar 2000 – 11. März 2000 4 Wochen \| 4 \| Tom Jones und Mousse T. \| Sex Bomb Mustafa Gündoğdu, Errol Rennalls \| – \| \| 12. März 2000 – 1. April 2000 3 Wochen \| 3 \| Madonna \| American Pie Donald McLean \| – \| \| 2. April 2000 – 6. Mai 2000 5 Wochen \| 5 \| Santana feat. The Product G&B \| Maria Maria Jerry Duplessis, Nel Wyclef Jean, David Devine McRae, Marvin Lequiente Moore Hough, Carlos Santana, Karl F. Perazzo \| – \| \| 7. Mai 2000 – 27. Mai 2000 3 Wochen \| 3 \| Britney Spears \| Oops!… I Did It Again Martin Karl Sandberg, Rami Yacoub \| – \| \| 28. Mai 2000 – 3. Juni 2000 1 Woche \| 1 \| Bon Jovi \| It’s My Life John Francis Bongiovi, Richard S. Sambora, Martin Karl Sandberg \| – \| \| 4. Juni 2000 – 12. August 2000 10 Wochen \| 10 \| Bomfunk MC’s \| Freestyler Jaakko Sakari Salovaara, Raymond Anthony Ebanks \| – \| \| 13. August 2000 – 26. August 2000 2 Wochen \| 2 \| ATC \| Around the World (La La La La La) Sergej Evgenevich Zhukov, Aleksej Evgenevich Potekhin, Alex Jörg Christensen, Peter Könemann \| – \| \| 27. August 2000 – 2. September 2000 1 Woche \| 1 \| Britney Spears \| Lucky Martin Karl Sandberg, Alexander Erik Kronlund, Rami Yacoub \| – \| \| 3. September 2000 – 7. Oktober 2000 5 Wochen \| 5 \| Madonna \| Music Perry L. Kibble, Janice Marie Johnson, Madonna Louise Ciccone, Mirwais Ahmadzai \| – \| \| 8. Oktober 2000 – 21. Oktober 2000 2 Wochen \| 2 \| Whitney Houston & Enrique Iglesias \| Could I Have This Kiss Forever Diane Eve Warren \| – \| \| 22. Oktober 2000 – 25. November 2000 5 Wochen (insgesamt 6) \| 6 \| Modjo \| Lady (Hear Me Tonight) Yann Destagnol, Romain Tranchart, Nile Gregory Rodgers, Bernard Edwards \| – \| \| 26. November 2000 – 9. Dezember 2000 2 Wochen \| 2 \| Backstreet Boys \| Shape of My Heart Martin Karl Sandberg, Rami Yacoub, Lisa Maria Miskovsky \| – \| \| 10. Dezember 2000 – 16. Dezember 2000 1 Woche (insgesamt 6) \| 6 \| Modjo \| Lady (Hear Me Tonight) Yann Destagnol, Romain Tranchart, Nile Gregory Rodgers, Bernard Edwards \| – \| \| 17. Dezember 2000 – 6. Januar 2001 3 Wochen \| 3 \| Gotthard \| Heaven Steve Lee, Leo Leoni, Heinz Habegger, Chris von Rohr, Armand Meyer, Markus Probst \| – \| |                                           |                                           | |                           |
| ← 1999 |                                           |                                           | | → 2001 →                  |
| Zeitraum | Wo. ges.                                  | Interpret                                 | Titel Autor(en) | Zusätzliche Informationen |
| (Zeitraum, Wochen auf Platz eins, Interpret, Titel, Autor[en], zusätzliche Informationen) |                                           |                                           | |                           |
| 12. Dezember 1999 – 12. Februar 2000 9 Wochen | 9                                         | R. Kelly                                  | If I Could Turn Back the Hands of Time Jack Daniels, Bonnie F. Thompson                                                         | –                         |
| 13. Februar 2000 – 11. März 2000 4 Wochen | 4                                         | Tom Jones und Mousse T.                   | Sex Bomb Mustafa Gündoğdu, Errol Rennalls                                                                                       | –                         |
| 12. März 2000 – 1. April 2000 3 Wochen | 3                                         | Madonna                                   | American Pie Donald McLean | –                         |
| 2. April 2000 – 6. Mai 2000 5 Wochen | 5                                         | Santana feat. The Product G&B             | Maria Maria Jerry Duplessis, Nel Wyclef Jean, David Devine McRae, Marvin Lequiente Moore Hough, Carlos Santana, Karl F. Perazzo | –                         |
| 7. Mai 2000 – 27. Mai 2000 3 Wochen | 3                                         | Britney Spears                            | Oops!… I Did It Again Martin Karl Sandberg, Rami Yacoub                                                                         | –                         |
| 28. Mai 2000 – 3. Juni 2000 1 Woche | 1                                         | Bon Jovi                                  | It’s My Life John Francis Bongiovi, Richard S. Sambora, Martin Karl Sandberg                                                    | –                         |
| 4. Juni 2000 – 12. August 2000 10 Wochen | 10                                        | Bomfunk MC’s                              | Freestyler Jaakko Sakari Salovaara, Raymond Anthony Ebanks                                                                      | –                         |
| 13. August 2000 – 26. August 2000 2 Wochen | 2                                         | ATC                                       | Around the World (La La La La La) Sergej Evgenevich Zhukov, Aleksej Evgenevich Potekhin, Alex Jörg Christensen, Peter Könemann  | –                         |
| 27. August 2000 – 2. September 2000 1 Woche | 1                                         | Britney Spears                            | Lucky Martin Karl Sandberg, Alexander Erik Kronlund, Rami Yacoub                                                                | –                         |
| 3. September 2000 – 7. Oktober 2000 5 Wochen | 5                                         | Madonna                                   | Music Perry L. Kibble, Janice Marie Johnson, Madonna Louise Ciccone, Mirwais Ahmadzai                                           | –                         |
| 8. Oktober 2000 – 21. Oktober 2000 2 Wochen | 2                                         | Whitney Houston & Enrique Iglesias        | Could I Have This Kiss Forever Diane Eve Warren                                                                                 | –                         |
| 22. Oktober 2000 – 25. November 2000 5 Wochen (insgesamt 6) | 6                                         | Modjo                                     | Lady (Hear Me Tonight) Yann Destagnol, Romain Tranchart, Nile Gregory Rodgers, Bernard Edwards                                  | –                         |
| 26. November 2000 – 9. Dezember 2000 2 Wochen | 2                                         | Backstreet Boys                           | Shape of My Heart Martin Karl Sandberg, Rami Yacoub, Lisa Maria Miskovsky                                                       | –                         |
| 10. Dezember 2000 – 16. Dezember 2000 1 Woche (insgesamt 6) | 6                                         | Modjo                                     | Lady (Hear Me Tonight) Yann Destagnol, Romain Tranchart, Nile Gregory Rodgers, Bernard Edwards                                  | –                         |
| 17. Dezember 2000 – 6. Januar 2001 3 Wochen | 3                                         | Gotthard                                  | Heaven Steve Lee, Leo Leoni, Heinz Habegger, Chris von Rohr, Armand Meyer, Markus Probst                                        | –                         |

## Alben
| ← 1999 ← | Liste der Nummer-eins-Hits in der Schweiz | Liste der Nummer-eins-Hits in der Schweiz | Liste der Nummer-eins-Hits in der Schweiz | 2001 →                    |
| \| Zeitraum \| Wo. ges. \| Interpret \| Titel \| Zusätzliche Informationen \| \| (Zeitraum, Wochen auf Platz eins, Interpret, Titel, zusätzliche Informationen) \| \| \| \| \| \| ------------------------------------------------------------------------------ \| -------- \| -------------------------------- \| ----------------------------- \| ------------------------- \| \| 28. November 1999 – 22. Januar 2000 8 Wochen \| 8 \| Céline Dion \| All the Way… A Decade of Song \| – \| \| 23. Januar 2000 – 19. Februar 2000 4 Wochen \| 4 \| Polo Hofer und die Schmetterband \| Härzbluet \| – \| \| 20. Februar 2000 – 27. Mai 2000 14 Wochen \| 14 \| Santana \| Supernatural \| – \| \| 28. Mai 2000 – 10. Juni 2000 2 Wochen \| 2 \| Britney Spears \| Oops!… I Did It Again \| – \| \| 11. Juni 2000 – 22. Juli 2000 6 Wochen \| 6 \| Bon Jovi \| Crush \| – \| \| 23. Juli 2000 – 29. Juli 2000 1 Woche (insgesamt 2) \| 2 \| Anastacia \| Not That Kind \| – \| \| 30. Juli 2000 – 23. September 2000 8 Wochen \| 8 \| The Corrs \| In Blue \| – \| \| 24. September 2000 – 30. September 2000 1 Woche (insgesamt 2) \| 2 \| Anastacia \| Not That Kind \| – \| \| 1. Oktober 2000 – 28. Oktober 2000 4 Wochen \| 4 \| Madonna \| Music \| – \| \| 29. Oktober 2000 – 4. November 2000 1 Woche \| 1 \| Mark Knopfler \| Sailing to Philadelphia \| – \| \| 5. November 2000 – 2. Dezember 2000 4 Wochen \| 4 \| Eros Ramazzotti \| Stilelibero \| – \| \| 2. Dezember 2000 – 9. Dezember 2000 1 Woche \| 1 \| Backstreet Boys \| Black & Blue \| – \| \| 10. Dezember 2000 – 3. Februar 2001 8 Wochen \| 8 \| The Beatles \| 1 \| – \| |                                           |                                           |                                           |                           |
| ← 1999 |                                           |                                           |                                           | → 2001 →                  |
| Zeitraum | Wo. ges.                                  | Interpret                                 | Titel                                     | Zusätzliche Informationen |
| (Zeitraum, Wochen auf Platz eins, Interpret, Titel, zusätzliche Informationen) |                                           |                                           |                                           |                           |
| 28. November 1999 – 22. Januar 2000 8 Wochen | 8                                         | Céline Dion                               | All the Way… A Decade of Song             | –                         |
| 23. Januar 2000 – 19. Februar 2000 4 Wochen | 4                                         | Polo Hofer und die Schmetterband          | Härzbluet                                 | –                         |
| 20. Februar 2000 – 27. Mai 2000 14 Wochen | 14                                        | Santana                                   | Supernatural                              | –                         |
| 28. Mai 2000 – 10. Juni 2000 2 Wochen | 2                                         | Britney Spears                            | Oops!… I Did It Again                     | –                         |
| 11. Juni 2000 – 22. Juli 2000 6 Wochen | 6                                         | Bon Jovi                                  | Crush                                     | –                         |
| 23. Juli 2000 – 29. Juli 2000 1 Woche (insgesamt 2) | 2                                         | Anastacia                                 | Not That Kind                             | –                         |
| 30. Juli 2000 – 23. September 2000 8 Wochen | 8                                         | The Corrs                                 | In Blue                                   | –                         |
| 24. September 2000 – 30. September 2000 1 Woche (insgesamt 2) | 2                                         | Anastacia                                 | Not That Kind                             | –                         |
| 1. Oktober 2000 – 28. Oktober 2000 4 Wochen | 4                                         | Madonna                                   | Music                                     | –                         |
| 29. Oktober 2000 – 4. November 2000 1 Woche | 1                                         | Mark Knopfler                             | Sailing to Philadelphia                   | –                         |
| 5. November 2000 – 2. Dezember 2000 4 Wochen | 4                                         | Eros Ramazzotti                           | Stilelibero                               | –                         |
| 2. Dezember 2000 – 9. Dezember 2000 1 Woche | 1                                         | Backstreet Boys                           | Black & Blue                              | –                         |
| 10. Dezember 2000 – 3. Februar 2001 8 Wochen | 8                                         | The Beatles                               | 1                                         | –                         |

## Jahreshitparaden
| ← 1999 ← | Liste der Nummer-eins-Hits in der Schweiz | Liste der Nummer-eins-Hits in der Schweiz | Liste der Nummer-eins-Hits in der Schweiz | 2001 →   |
| \| Singles \| Position# \| Alben \| \| --------------------------------------------------------------------------------------------------------------------------------------- \| --------- \| ----------------------------------------- \| \| Freestyler Bomfunk MC’s Jaakko Sakari Salovaara, Raymond Anthony Ebanks \| 1 \| Supernatural Santana \| \| Maria Maria Santana Jerry Duplessis, Nel Wyclef Jean, David Devine McRae, Marvin Lequiente Moore Hough, Carlos Santana, Karl F. Perazzo \| 2 \| Crush Bon Jovi \| \| It’s My Life Bon Jovi John Francis Bongiovi, Richard S. Sambora, Martin Karl Sandberg \| 3 \| Not That Kind Anastacia \| \| I’m Outta Love Anastacia Anastacia L. Newkirk, Samuel J. Watters, Louis John Biancaniello \| 4 \| Oops!… I Did It Again Britney Spears \| \| The Real Slim Shady Eminem Andre Romell Young, Marshall Mathers, Tommy Coster, Michael A. Elizondo Jr. \| 5 \| Stilelibero Eros Ramazzotti \| \| Lady (Hear Me Tonight) Modjo Yann Destagnol, Romain Tranchart, Nile Gregory Rodgers, Bernard Edwards \| 6 \| All the Way… A Decade of Song Céline Dion \| \| Oops!… I Did It Again Britney Spears Martin Karl Sandberg, Rami Yacoub \| 7 \| In Blue The Corrs \| \| Never Be the Same Again Melanie C Melanie Chisholm, Richard W. Nowels Jr., Billy Steinberg \| 8 \| Music Madonna \| \| If I Could Turn Back the Hands of Time R. Kelly Jack Daniels, Bonnie F. Thompson \| 9 \| Enrique Enrique Iglesias \| \| Sex Bomb Tom Jones und Mousse T. Mustafa Gündoğdu, Errol Rennalls \| 10 \| Unplugged The Corrs \| |                                           |                                           |                                           |          |
| ← 1999 |                                           |                                           |                                           | → 2001 → |
| Singles | Position#                                 | Alben                                     |                                           |          |
| Freestyler Bomfunk MC’s Jaakko Sakari Salovaara, Raymond Anthony Ebanks | 1                                         | Supernatural Santana                      |                                           |          |
| Maria Maria Santana Jerry Duplessis, Nel Wyclef Jean, David Devine McRae, Marvin Lequiente Moore Hough, Carlos Santana, Karl F. Perazzo | 2                                         | Crush Bon Jovi                            |                                           |          |
| It’s My Life Bon Jovi John Francis Bongiovi, Richard S. Sambora, Martin Karl Sandberg | 3                                         | Not That Kind Anastacia                   |                                           |          |
| I’m Outta Love Anastacia Anastacia L. Newkirk, Samuel J. Watters, Louis John Biancaniello | 4                                         | Oops!… I Did It Again Britney Spears      |                                           |          |
| The Real Slim Shady Eminem Andre Romell Young, Marshall Mathers, Tommy Coster, Michael A. Elizondo Jr. | 5                                         | Stilelibero Eros Ramazzotti               |                                           |          |
| Lady (Hear Me Tonight) Modjo Yann Destagnol, Romain Tranchart, Nile Gregory Rodgers, Bernard Edwards | 6                                         | All the Way… A Decade of Song Céline Dion |                                           |          |
| Oops!… I Did It Again Britney Spears Martin Karl Sandberg, Rami Yacoub | 7                                         | In Blue The Corrs                         |                                           |          |
| Never Be the Same Again Melanie C Melanie Chisholm, Richard W. Nowels Jr., Billy Steinberg | 8                                         | Music Madonna                             |                                           |          |
| If I Could Turn Back the Hands of Time R. Kelly Jack Daniels, Bonnie F. Thompson | 9                                         | Enrique Enrique Iglesias                  |                                           |          |
| Sex Bomb Tom Jones und Mousse T. Mustafa Gündoğdu, Errol Rennalls | 10                                        | Unplugged The Corrs                       |                                           |          |